# Mont du Tom
Pour les articles homonymes, voir Tomberg.
Le mont du Tom (encore dénommé « Le Tom » ou Tomberg en flamand) est l'un des monts des Flandres situé à Noordpeene dans le département du Nord dans les Hauts-de-France.
Il a une altitude de 62 m.
Au nord de Noordpeene, le mont Balinberg (70 mètres) et le Tom (62 mètres) dessinent les premiers contreforts des monts de Flandre. La vallée de la Peene Becque, qui s'écoule paisiblement, sépare ces deux monts.